# Петер Симон Палас
Петер Симон Палас (22. септембар 1741. – 8. септембар 1811) — био је немачки зоолог и ботаничар, који је од 1767 до 1810. радио у Русији.

## Живот и дело
Рођен је у Берлину, у породици професора хирургије Симона Паласа. Образовао се код куће, а наставу су му држали приватни учитељи. Развио је интересовање за Природну историју и студирао је на Универзитету у Халеу и Универзитету у Гетингену. Прешао је на Универзитет у Лајдену 1760. и докторирао у узрасту од 19 година.
Путовао је кроз Холандију и посетио Лондон са циљем да унапреди своје знање из области медицине. Потом се преселио у Хаг и разрадио нови систем класификације животиња, који је добио високу оцену од природњака Жоржа Кивјеа. У овом периоду је написао рад Miscellanea Zoologica (1766), где је описао неколико кичмењака нових за науку, које је пронашао у музејским збиркама у Холандији. Спремао се за путовање у јужну Африку и Источне Индије, но оно се није остварило будући да га је отац позвао да се врати у Берлин. У родном граду наставио је да ради, овај пут на делу Spicilegia Zoologica (1767–80).
Палас је 1767 г. добио позив од царице Катарине II да буде професор Петербуршке академије наука. Између 1768 и 1774 г. предводио је експедицију кроз Поволжје, Урал, западни Сибир, Алтај и Забајкалје, у току које је сакупио већи број примерака биљака и животиња за природњачку збирку академије. Истражио је Каспијско море, Уралске и Алтајске планине, као и горњи ток Амура, све до Бајкалског језера. Редовни извештаји које је слао академији били су издати у збирци насловљеној као „Путовање кроз разне покрајине Руског царства“ (Reise durch verschiedene Provinzen des Russischen Reichs, 3 тома, 1771–1776). У њима Палас обрађује најразличитије теме, укључујући геологију и минералогију, домородачко становништво и њихова веровања, као и описе нових биљака и животиња. Изабран је за страног члана Шведске краљевске академије наука 1776 г.
Након завршетка ове експедиције, Палас се преселио у Санкт Петербург и постао миљеник царице Катарине II. Предавао је Природну историју великим кнезовима Александру и Константину. Добијао је примерке биљака, које су сакупили други природњаци, да би написао дело Flora Rossica (1784–1815) и започео је рад на Zoographica Rosso-Asiatica (1811–31). Уредио је и издао дневник путовања Јохана Антона Гилденштета кроз Кавказ. Царица ја купила његову велику природњачку збирку за 2.000 рубљи, за 500 више од износа који је он тражио, и дозволила му да је задржи доживотно. У овом периоду узео је учешће у припремама за експедицију Муловског, која је потом отказана.
Између 1793 и 1794 г. Палас је покренуо још једну експедицију, овој пут кроз јужну Русију. Посетио је Крим и Црно Море, у пратњи су му били супруга и кћерка (из првог брака), цртач, послуга и војна пратња. У фебруару 1793. стигао је до Саратова, а потом низводно до Волгограда. Пролеће је провео у истраживању подручја на истоку, а у лето је дошао до Каспијског мора и Кавкаских планина. У септембру је стигао до Крима, а зиму је провео у Симферопољу. Пролећа 1794 г. продужио је на југоисток, а у јулу је прошао долину Дњепра, у Петербург се вратио у септембру. Цело ово путовање описао је у делу P. S. Pallas Bemerkungen auf einer Reise in die Südlichen Statthalterschaften des Russischen Reichs (1799–1801). Царица му је доделила велико имање крај Симферопоља, где је живео све до смрти његове друге жене 1810 г. Потом је добио дозволу да се врати у Берлин, где је и умро следеће године. Сахрањен је на гробљу у берлинском насељу Кројцберг.
Постао је придружени члан Краљевске холандске академије наука и уметности 1809.

## Паласит
Палас је 1772. г, дошао до грумена метала, тешког 680 килограма, који је пронађен крај града Краснојарска. Палас је организовао његов превоз до Петербурга, где га је анализирао и закључио да се ради о новој врсти камено-железног метеорита. Ова класа метеорита данас се назива Паласит у његову част, а сам тај камен је добио име „Краснојарск“ или „Паласово железо“.

## Врсте назване по Паласу
Постоји већи број животињских врста, које у свом називу садрже Паласово име:
- Паласова веверица (Callosciurus erythraeus)
- Паласов вранац (Phalacrocorax perspicillatus)
- Паласова мачка (Otocolobus manul)
- Паласов белорепан (Haliaeetus leucoryphus)
- Паласова руменка (Carpodacus roseus)
- Паласов звиждак (Phylloscopus proregulus)
- Паласова саџа или киргиска саџа (Syrrhaptes paradoxus)
- Паласова барска стрнадица (Emberiza pallasi)
- Паласова пика или монголска пика (Ochotona pallasi)
- Паласова харинга или тихоокеанска харинга (Clupea pallasii).

По Паласу су назване улице у Берлину и Кастроп-Раукселу (Pallasstraße). У његову част је назван и град Паласовка у Волгоградској области. Његово име носи и астероид „21087 Petsimpallas“.
Стандардна скраћеница Pall. се користи у ботаничкој номенклатури.

## Дела
- Dissertatio inauguralis de infestis viventibus infra viventia (Лајден: Lugduni Batavorum, 1760).
- Elenchus zoophytorum, sistens generum adumbrationes generaliores et specierum cognitarum succinctas descriptiones, cum selectis auctorum synonymis (Хаг: van Cleef, 1766).
- Miscellanea zoologica, quibus novæ imprimis atque obscuræ animalum species describuntur et observationibus iconibusque illustrantur (Хаг, 1766).
- Spicilegia zoologica (Берлин, 1767—1777).
- Lyst der Plant-Dieren, bevattende de algemeene schetzen der geslachten en korte beschryvingen der bekende zoorten (Утрехт: van Paddenburg & van Schoonhoven, 1768).
- De ossibus Sibiriae fossilibus, craniis praesertim Rhinocerotum atque Buffalorum, observationes (Novi Commentarii Academiae Scientiarum Imperialis Petropolitanae, XIII, Санкт Петербург, 1768).
- Naturgeschichte merkwürdiger Thiere (Берлин, 1769—1778).
- Dierkundig mengelwerk, in het welke de nieuwe of nog duistere zoorten van dieren, door naauwkeurige afbeeldingen, beschryvingen en verhandelingen opgehelderd worden (Утрехт: van Paddenburg & van Schoonhoven, 1770).
- Reise durch verschiedene Provinzen des Russischen Reichs (Санкт Петербург, 1771—1801).
- Merkwürdigkeiten der Morduanen, Kasaken, Kalmücken, Kirgisen, Baschkiren etс. (Франкфурт & Лајпциг, 1773—1777, 3 voll.).
- Puteshestviye po raznym provintsiyam Rossiyskogo gosudarstva (Санкт Петербург, 1773—1788).
- Flora Rossica (Санкт Петербург, 1774—1788, во 2 дела).
- Sammlungen historischer Nachrichten über die mongolischen Völkerschaften. (Санкт Петербург, Франкфурт, Лајпциг 1776–1801).
- Observations sur la formation des montagnes et sur les changements arrivés au Globe, particulièrement à l’Empire de Russie (Acta Academiae Scientiarum Imperialis Petropolitanae, Санкт Петербург, 1777).
- Novae species Quadrupedum e Glirium ordine (Ерланген, 1778).
- Mémoires sur la variation des animaux (Acta Academiae Scientiarum Imperialis Petropolitanae, Санкт Петербург, 1780).
- Katalog rasteniyam, nakhodyashchimsya v Moskve v sadu yego prevoskhoditel'stva deystvitel'snogo statskogo sovetnika i Imperatorskogo Vopitatel'nogo doma znamenitogo blagodetelya, Prokofiya Akinfiyevich Demidova, sochinyonnyy P. S. Pallasom, adademikom sankt-peterburgskim (Санкт Петербург, 1781).
- Icones Insectorum praesertim Rossiae Sibiriaeque peculiarium (Ерланген, 1781—1806, у 4 издања).
- Opisaniye rasteniy Rossiyskogo gosudarstva, s ikh izobrazheniyami (Санкт Петербург, 1786).
- Sravnitel'nyye slovari vsekh yazykov i narechiy, sobrannyye desnitsey Vsevysochayshey osoby imperatritsy Yekateriny II (Санкт Петербург, 1787—1789, у 2 тома).
- Tableau physique et topographique de la Tauride (Nova Acta Academiae Scientiarum Imperialis Petropolitanae, X, Санкт Петербург, 1792).
- Kratkoye fizicheskoye i topograficheskoye opisaniye Tavricheskoy oblasti (Санкт Петербург, 1795).
- Bemerkungen auf einer Reise in die südlichen Statthalterschaften des Rußischen Reichs in den Jahren 1793 und 1794 (Лајпциг, 1799—1801)
- Species Astragalorum descriptae et iconibus coloratis illustratae (Лајпциг, 1800).
- Travels through the southern provinces of the Russian Empire (Лондон, 1802, у 2 тома).
- Illustrationes plantarum imperfecte vel nondum cognitarum (Лајпциг, 1803).
- Zoographia rosso-asiatica (Санкт Петербург, 1811, у 3 тома).